# Zofia Jachimecka
Zofia Jachimecka, z d. Godzicka (ur. 29 marca 1886 w Krakowie, zm. 24 sierpnia 1973 tamże) – polska tłumaczka z języka francuskiego i włoskiego, m.in. sztuk Carla Goldoniego i Luigiego Pirandella oraz Pinokia Carla Collodiego.

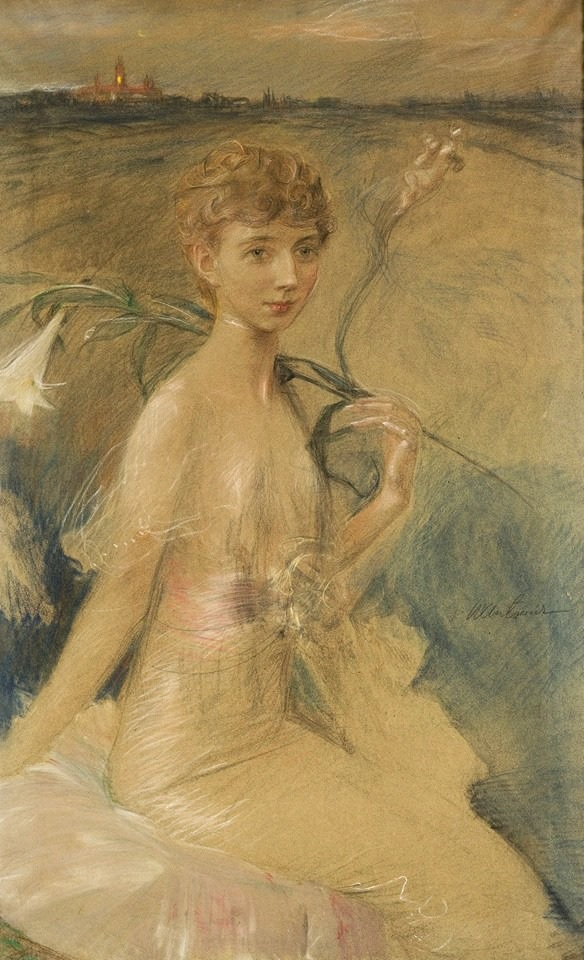
Portret Zofii Jachimeckiej pędzla Teodora Axentowicza, ok. 1913.

W 1901 poznała swojego przyszłego męża Zdzisława Jachimeckiego, z którym zaręczyła się potajemnie w 1902, a wyszła za mąż 7 września 1908 w Krakowie. Była słuchaczką wykładów z zakresu historii sztuki na Uniwersytecie Jagiellońskim. Razem z mężem prowadziła w ich mieszkaniu przy ul. Grodzkiej w Krakowie popularny salon artystyczny. Wielokrotnie pozowała takim artystom, jak Teodor Axentowicz, Leon Chwistek, Józef Czajkowski, Xawery Dunikowski, Wojciech Kossak, Konstanty Laszczka Józef Mehoffer, Józef Pankiewicz, Ludwik Puget, Andrzej Stopka, Józef Szperber, Karol Tichy, Antoni Waśkowski, Stanisław Ignacy Witkiewicz. W okresie międzywojennym przetłumaczyła kilkadziesiąt, często „lżejszych”, sztuk, przede wszystkim dla krakowskich teatrów, czynną tłumaczką była także po II wojnie światowej. W 1960 otrzymała Nagrodę Polskiego PEN Clubu za przekłady z języka francuskiego i włoskiego.
W roku 2023 została uhonorowana Nagrodą Literacką im. Leopolda Staffa w kategorii „In memoriam”. 
Jest pochowana na cmentarzu Rakowickim (kwatera CC-płn-po lewej Lutosławskich).

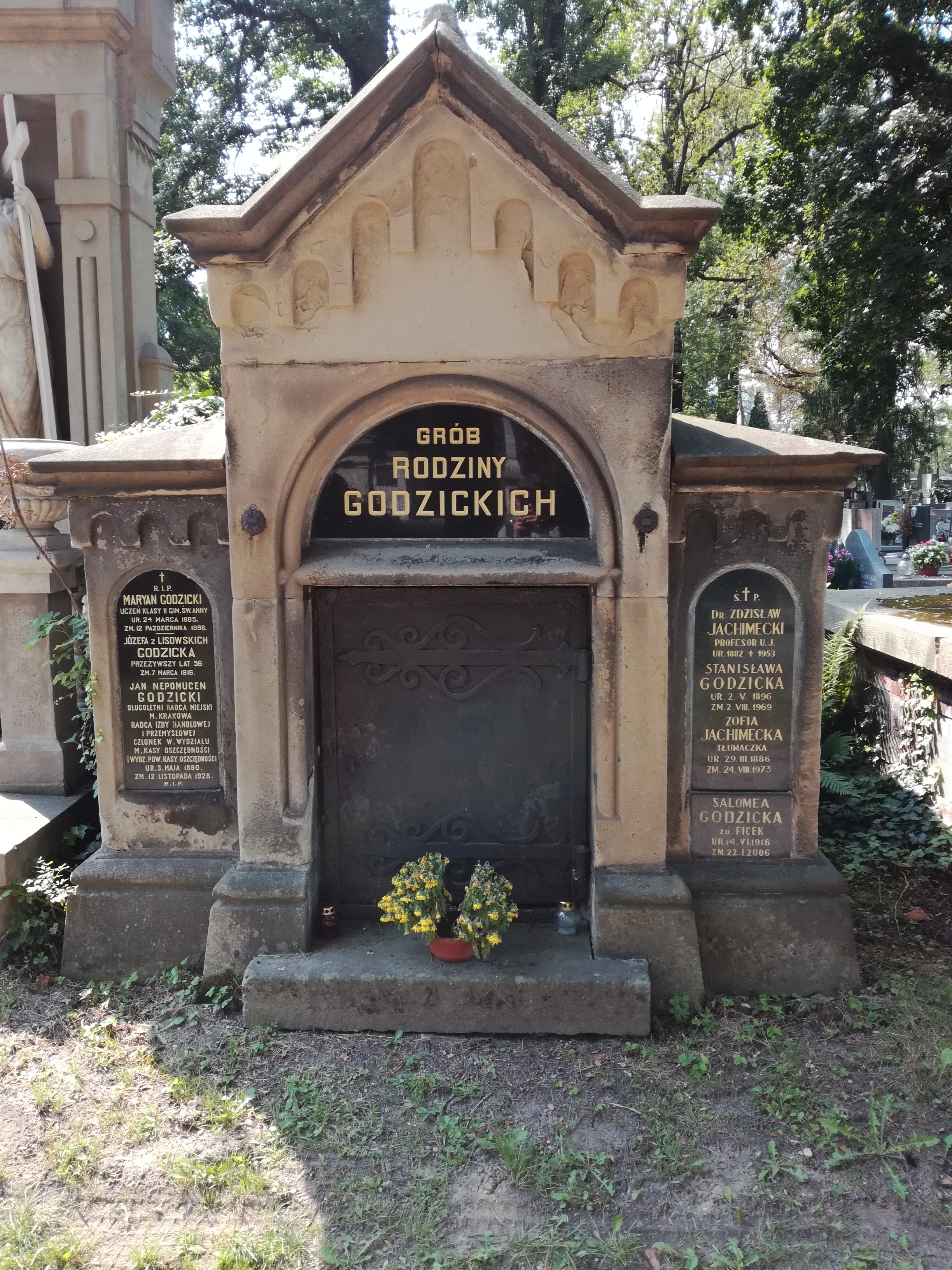
Grób prof. Zdzisława Jachimeckiego i jego żony na cmentarzu Rakowickim w Krakowie

## Odznaczenia
- Srebrny Wawrzyn Akademicki (5 listopada 1938)[3]

## Twórczość

### Tłumaczenia książkowe
- Réné Gaëll Księża na polach walk Francji (1920)
- Théophile Gautier Awatar (1921)
- Prosper Mérimée Lokis i Wenus z Ille i Eugène-Melchior de Vogüé Płaszcz Józefa Olenina (1923) - wydanie zbiorcze
- Carlo Goldoni Kawiarenka wenecka oraz Mirandolina (1951) - wydanie zbiorcze w serii Biblioteka Narodowa
- Carlo Goldoni Sprytna wdówka oraz Zakochani (1951) - wydanie zbiorcze w serii Biblioteka Narodowa
- Carlo Collodi Pinokio. Przygody drewnianego pajaca (1954)
- Carlo Goldoni Sługa dwóch panów, w: Komedie (1957)
- Luigi Pirandello Ależ to nie na serio, Patent, Sześć postaci dramatu w poszukiwaniu autora (pierwotnie jako Sześć postaci scenicznych w poszukiwaniu autora), w: Dramaty (1960), Sześć postaci dramatu w poszukiwaniu autora, w Wybór dramatów (1978) - w serii Biblioteka Narodowa
- Carlo Goldoni Uczciwa dziewczyna oraz Teodor Zrzęda czyli Uprzykrzony Staruch (1971) - wydanie zbiorcze w serii Biblioteka Narodowa
- Luigi Pirandello Koń na księżycu i inne opowiadania (1972)

### Pozostałe
- Giuseppe Achille Miłość będzie naszym wynalazkiem
- Aldo De Benedetti Biała dama, Cena pocałunku, Ostatnie pięć minut
- Tristan Bernard Więzienie
- Roberto Bracco Niewierna, Pojedynek miłosny
- Gaston Arman de Caillavet Zielony frak
- Guido Cantini Bziczek
- Giovanni Capodivaca Zazdrość
- Luigi Chiarelli Chimery, Maria, Ognie sztuczne, Śmierć kochanków, Twarz i maska
- Alberto Colantuoni Być czy nie być zdradzonym
- Francis de Croisset Serce nie sługa
- Jacques Deval Słaba kobieta
- Gabor Dregely Panna Lili i jej dwaj mężowie
- Ugo Falena Zemsta Demostenesa
- Jose Felin y Codina W ogniach Murcyi
- Georges Feydeau Daj mu na przeczyszczenie
- Giovacchino Forzano Dar poranku, Donna Oretta, Gutlibi champion świata
- Arnaldo Fraccaroli Liść figowy, Wiedza radosna, Złotowłosy grzech
- Pierre de Frondaire Dom osaczony, Syn pustyni
- Federico García Lorca Yerma
- Gherardo Gherardi Muszę wyjechać
- Carlo Goldoni Bliźniaki z Wenecji, Mądra żona (wariant tytułu Żona poczciwa), Osobliwe zdarzenie
- Kurt Götz Bajka, Morderca
- Carlo Gozzi Ptaszek zielonopióry
- Henry Kistemaeckers Przeszła bez śladu
- Leo Lenz Pościg za narzeczonym, Trio, W nocy ze środy na czwartek
- Sabatino Lopez Pani Bianka, Trzy generacje-trzy style
- Gregorio Martínez Sierra Niezwykła transakcja
- Claude Roger-Marx Jak dwie krople wody
- Charles Méré Zdobywcy
- Yves Mirande Maleństwo
- Dario Niccodemi Bogini niepokoju, Cień, Gałganek, Nauczycielka, Nieprzyjaciółka, Świt, dzień i noc
- Luigi Pirandello Czapka błazeńska, Jaką mnie pragniesz, Liolà, Łazarz, Mężczyzna, zwierzę i cnota, Rozkosz uczciwości
- Georges de Porto-Riche Zakochana
- Mario Praga Dziewice
- Raoul Praxy Jej chłopczyk
- Étienne Rey Marionetki
- Pier Maria Rosso di San Secondo Marionetki
- Alfred Savoir Ósma żona sinobrodego